# ブロンクス科学高等学校
ブロンクス科学高等学校（ブロンクスかがくこうとうがっこう、Bronx High School of Science）は、アメリカ合衆国ニューヨークにある公立の高等学校である。マグネット・スクールであり、ニューヨーク市の専門高校の1校である。ニューヨーク市教育局により運営されている。
ブロンクス科学高校は1938年にニューヨーク市ブロンクスに設立され、現在はブロンクスの北西部に位置するベッドフォード・パークの「エデュケーショナル・マイル」と呼ばれる教育エリアに位置している。
ブロンクス科学高校に入学するには、専門高校入学試験(SHSAT)の合格が必要となる。毎年11月には、約3万人の中学2年生と中学3年生が、3時間の試験を受ける。この試験は非常に競争率が高く、毎年3万人の志願者のうちブロンクス科学高校に合格することができるのはわずか900人である。
ブロンクス科学高校は数学と自然科学に重点を置いた学校として知られているが、人文科学や社会科学にも力を入れており、数学や自然科学以外を志望する生徒も入学試験を受けている。ノーベル賞受賞者を8人輩出しており、これは中等教育機関では世界に2校しかない（もう1校はパリのリセ・ルイ＝ル＝グラン）。8人のうち7人が物理学賞を受賞している。また、卒業生にはピューリッツァー賞受賞者が6人いる。

## 名称
ブロンクス科学高校はよくBronx Science（ブロンクス・サイエンス）、Bronx Sci（ブロンクス・サイ）、BX Sci（BXサイ）と呼ばれ、単にScience（サイエンス）と呼ばれることもある。正式な略称はScience High（サイエンス・ハイ）であり、創立者のモリス・マイスターはしばしばこの学校を単に"The High School of Science"（科学高校）とだけ呼んでいた。

## 歴史

### 創立

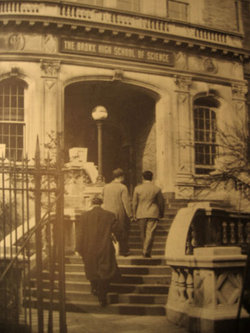
1938年の創立から1959年まで学校が収容されていた、クレストン通り184丁目の建物

ブロンクス科学高校は、1938年にニューヨーク市教育委員会の決議により、モリス・マイスターを初代校長として創立された科学と数学の専門高校である。校舎は、ブロンクスのフォーダム・ロード・グランド・コンコース地区のクレストン通り184丁目にある古いゴシック・ガーゴイル建築の建物を使用することとした。この建物は1918年にエバンダー・チャイルズ高校のために建てられたもので、1930年からはウォルトン高校、1935年からはデウィット・クリントン高校の分校として使用されていた。当初の教員は、スタイヴェサント高校の教員の一部で構成されていた。
初代校長のマイスターは、創立時に「緑は葉緑素、金は太陽を表しており、生命の連鎖に欠かせないものである」としてスクールカラーを緑と金に定めた。
ブロンクス科学高校は、男子生徒のみの第9学年約150名、第10学年250名からスタートし、校舎はデウィット・クリントン高校の分校と共同で使用していた。ブロンクス科学高校に多くの生徒が通学するようになると、デウィット・クリントン高校の生徒と教員は徐々に本校に戻された。1940年までの2年間の共同使用期間中、2つの学校は、教職員と教室はそれぞれ別だったが、監督と管理は共同で行われていた。

### 共学化
1946年、マイスター校長、教授陣、父母会の努力の結果、学校は共学化され、ニューヨークの女子生徒も、それまで拒否されていた専門高校での質の高い教育を受ける機会を平等に与えられるようになった。この共学化は、ライバル校であるスタイヴェサント高校（1969年）やブルックリン工科高校（1972年）よりも20年以上先行していた。
1958年、20年間校長を務めたモリス・マイスターが校長を辞任し、ニューヨーク市立大学に新たに設立されたブロンクスコミュニティ・カレッジの初代学長に就任した。マイスターは、後任の校長に教師のアレキサンダー・タフェルを選んだ。

### 近代的な校舎への移転

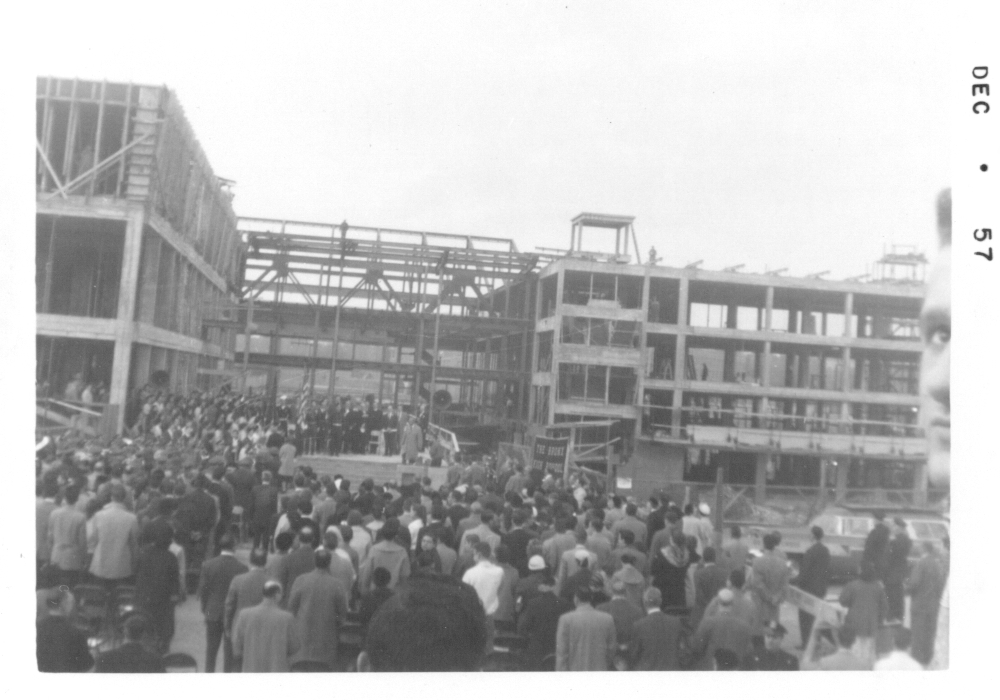
1957年の新校舎の竣工式

創立当初から、父母会とモリス・マイスター校長は新校舎の建設を求めて運動を展開していた。それから20年を経て、タフェル校長の下で、エメリー・ロス建築事務所の設計による工費800万ドルの新校舎が完成した。新校舎は、ベッドフォード・パーク大通り近くの205丁目にあり、デウィット・クリントン高校、ニューヨーク市立大学ハンター校（現在はリーマン校）などに囲まれた文教地区にある。1959年3月3日、学生と教員は初めて新校舎に足を踏み入れた。図書館の蔵書の移動は、金曜日の午後に各生徒が旧校舎で5冊ずつ本を借り、月曜日に新校舎で返却するという独特の方法で行った。
新校舎には、より近代的な教室、研究室、技術スタジオエリアが備えられている。メインロビーの入り口には、頭上に高さ19メートルのベネチアングラスによるモザイク壁画が飾られている。そこには、マリ・キュリーやチャールズ・ダーウィンなどの科学史の主要人物が、知識を象徴する神のような人物とともに描かれており、ジョン・デューイの「科学におけるあらゆる偉大な進歩は、想像力の新たな大胆さから生まれた」という言葉が書かれている。この壁画は、Humanities Protecting Biology, Physics, Chemistry（生物学、物理学、化学を守る人文科学）と題されたフランク・J・ライリーの作品である。敷地内に水泳用の施設がないこと何年にもわたって嘆いている生徒たちは、新しい校舎にプールを作る代わりにこの壁画が作られたのだとして、皮肉を込めてこの壁画を「科学の水泳プール」と呼んでいる。
移転は何事もなく行われたわけではない。移転の最初の春には、様々なストリートギャングが学校に来ており、その内の1つのフォーダムバルディーズがブロンクス科学高校の生徒の髪を剃っているという噂が学校中に出回ったが、これはデマだった。また、移転後初めて、ブロンクス科学高校の女子生徒が体育の授業のために体操服を着て運動場に現れたとき、隣のデウィット・クリントン高校（男子校）の生徒たちが、2つの学校の運動場の間の柵を破壊しようとした。柵は壊れなかったが、その年の残りの期間、女子生徒の体育の授業は屋内で行われた。
1963年6月に25周年を迎えたとき、ジョン・F・ケネディ大統領が「科学と数学における才能ある生徒の育成を目的とした特別プログラムの、重要で画期的な例である」と同校を称賛した。大統領は卒業生の一人であるハロルド・ブラウン（1943年卒）を国防研究工学部長に選出したばかりだった。ブラウンは後にジミー・カーター大統領の下で国防長官を務めた。

## 授業

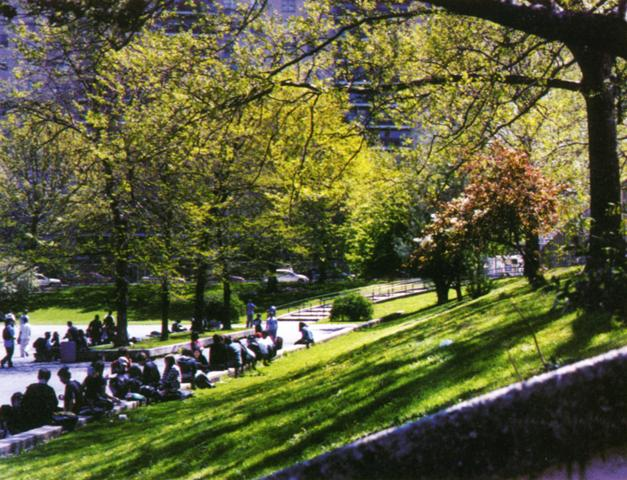
ブロンクス科学高校のキャンパス内

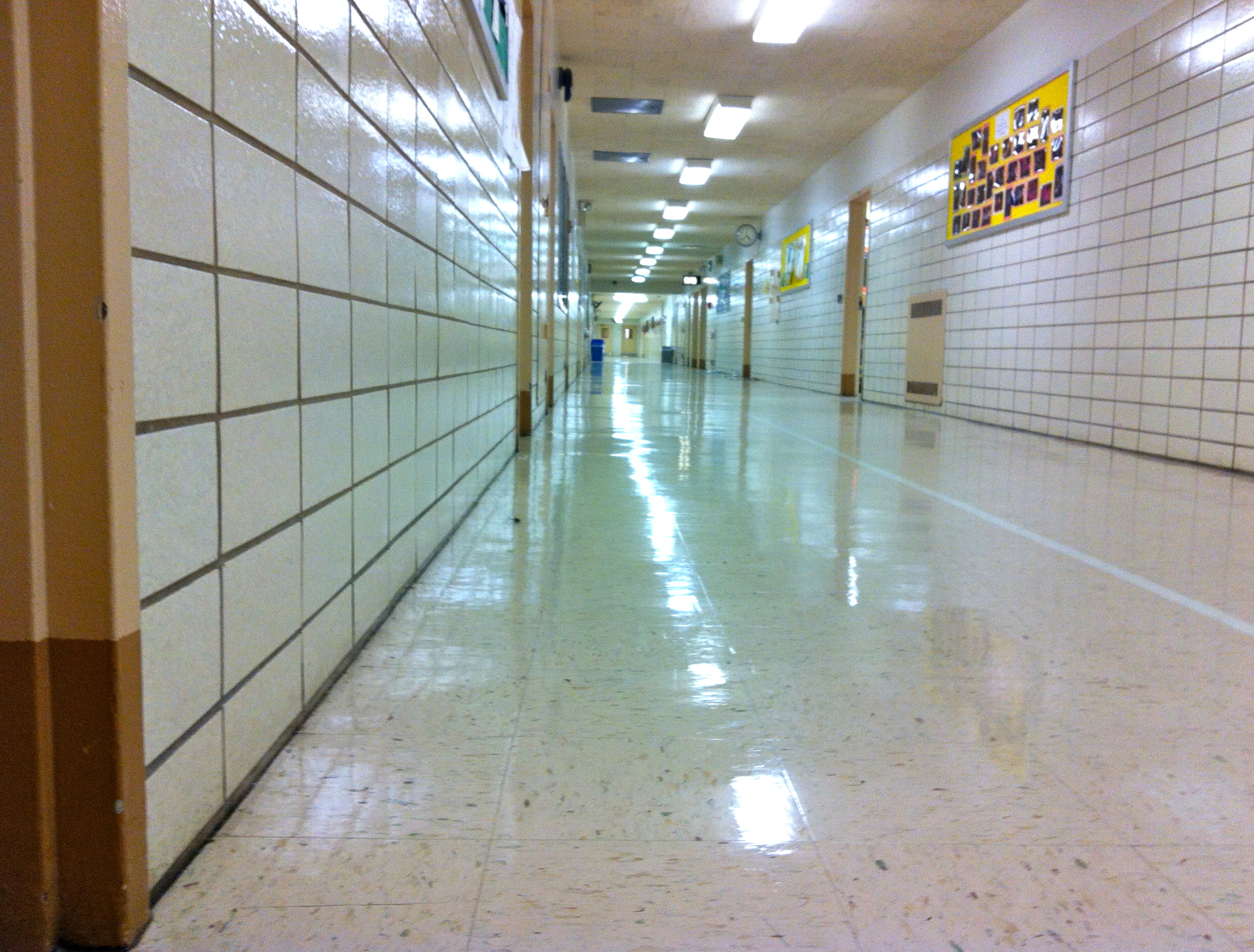
ブロンクス科学高校1階の廊下

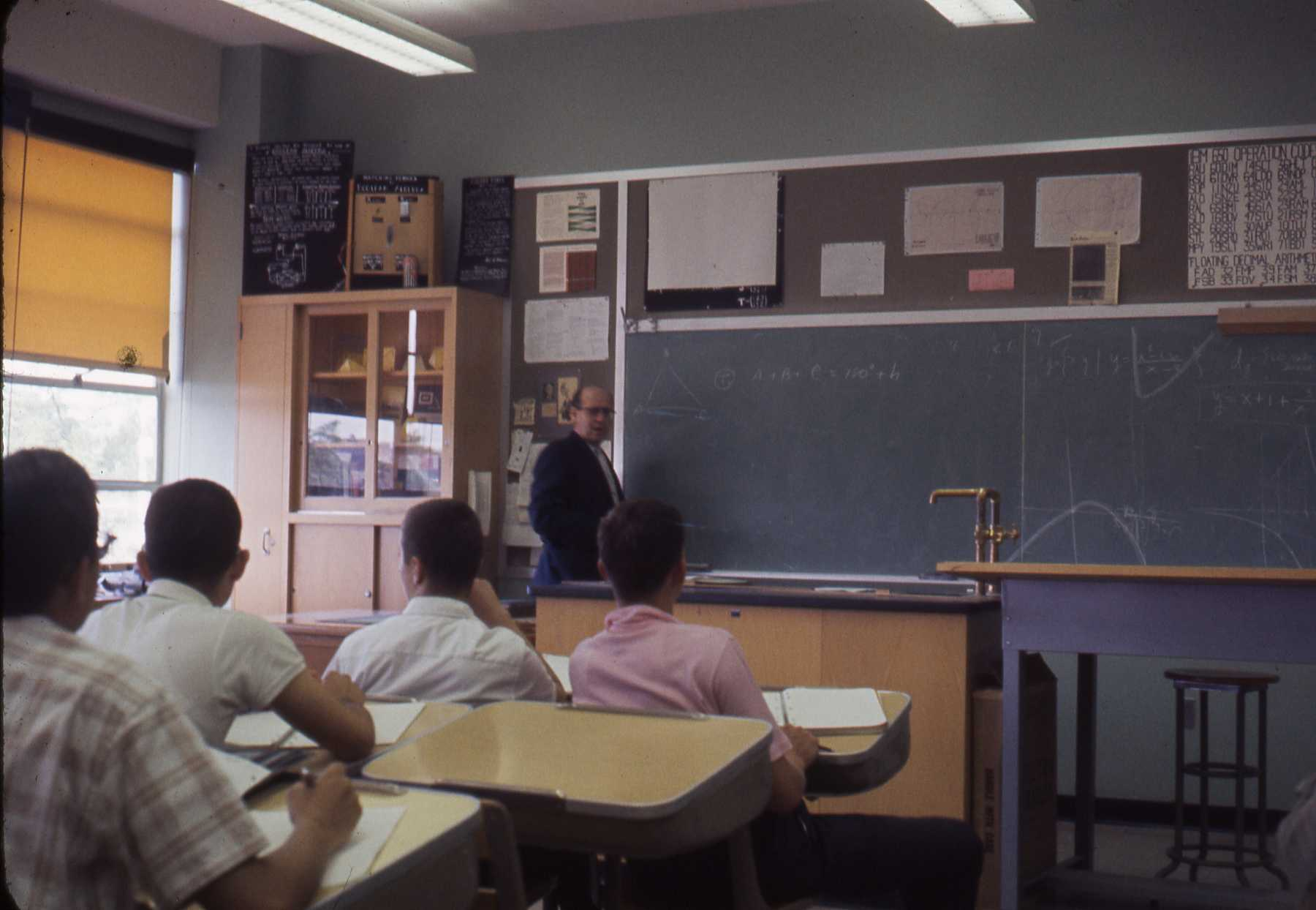
1960年のブロンクス科学高校での数学とコンピュータプログラミングの授業の様子。右上にIBM 650のオペコードの一覧表が貼られている。ブロンクス科学高校は、コンピュータの授業を初めて高校の1つだった。学校にはキーパンチがあり、生徒たちはコロンビア大学内のワトソン研究所のIBM 650でプログラムを実行していた。ブロンクス科学高校は、この1年半後にIBM 1620を独自で購入した。

ブロンクス科学高校の生徒は、4年間の実験科学・数学・英語・社会科、2～3年間の外国語、1年間の美術、そして必修科目と幅広い選択科目を含む大学進学準備カリキュラムを履修する。大学の科学入門コースを卒業することができる優等生クラスやアドバンスト・プレイスメント(AP)クラスなどの、160以上のコースが用意されている。生徒には独立した研究を行う機会があり、毎年開催されるリジェネロン・サイエンス・タレント・サーチに多くの生徒が参加している。
生物学の授業は特別な実験室での実習を特徴としており、特別な優等(honors)の生物学コースを履修する追加オプションがある。自然科学の選択科目には、微生物学、生理学、法医学、人類遺伝学、進化学、天文学/宇宙物理学、有機化学、電子工学、疫学、神経科学などがある。数学では、AB/BC微積分と統計学の標準的なAPコース、多変数微積分と計算機科学のコース（多変数微積分と偏微分方程式、APコンピュータサイエンスAを含む）が提供されている。2007年秋には線形代数と微分方程式のコースが開講された。学生は4年間の英語の履修が義務付けられており、選択科目には優等スピーチ、優等創造的作文、SF探究、ジャーナリズム・ワークショップ、AP英語などがある。4年間の社会科または歴史の授業も必須で、アメリカ史、世界史、経済学が必修であり、心理学、法律、金融、グローバル・スタディなどの選択科目がある。また、高校までに1年間外国語を履修していた場合は、最低でも2年間の外国語の履修が必要となる。ブロンクス科学高校では、フランス語、スペイン語、ラテン語、イタリア語、中国語、日本語の授業が提供されている。以前はヘブライ語、ロシア語、韓国語、ドイツ語の授業も提供されていた。
2年次の生徒は、応用科学か、または2年次の研究要件を満たすクラスのいずれかを履修する必要がある。2年次の研究要件を満たすクラスには、工学への導入、全てのコーディング、社会科学研究、生物/物理化学研究、数学研究などがある。生徒は3年次、4年次に研究を継続するオプションがあり、メンターと一緒に研究を進め、最終的な研究論文をサイエンス・タレント・サーチのような権威あるコンテストに提出する機会を得ることができる。また、生徒は芸術またはそれに相当するクラスの単位を2学期分取得しなければならない。芸術科目の要件は通常、ブロンクス・サイエンス・サマー・プログラム（ドラマ、音楽、アート）で満たすことができる。生徒は通常、これらの科目のうち2科目を「ダブルアップ」して、1年の夏の間に芸術科目の要件を一度に全て満たすことができる。ただし、ジャズバンドのような音楽選択科目やAPスタジオアートのような芸術選択科目を通常の学年で履修することで、美術の要件を満たすことは可能である。
保健体育のコースも必須で、ステップエアロビクス、スピンサイクリング、ウェイトトレーニング、バスケットボール、ホッケー、バドミントン、バレーボール、チームハンドボール、フィットネス、ヨガなどのアクティビティがある。また、2つのファインアートコースのほか、ブロンクス・サイエンス・サマー・プログラムでも保健科目の履修が必要となる場合がある。

## 評価
ブロンクス科学高校は、公立・私立を問わず、アメリカにおける優良な高校の1つとして、国際的に評価されている。2020年には、『ニューズウィーク』誌のSTEM高校（公立・私立）全米トップ5,000のランキングで第4位に選ばれた。『USニューズ&ワールド・レポート』誌の「金メダル」高校ベスト100に定期的にランクインしている。2014年には、全米の高校の中で34位、ニューヨーク州では2位にランクインし、2008年には全米33位、2009年には全米58位にランクインしている。ブロンクス科学高校は、ニューヨーク市の文化的、民族的、経済的に多様性のある生徒を集めている。2012年現在、ブロンクス科学高校は『ワシントン・ポスト』紙に掲載された「アメリカで最も成績の良い学校22校」の一つに選ばれており、『デイリー・ビースト』の「アメリカのベスト・ハイスクール」に掲載された全米上位1000校の中では50位にランクインしている。2014年には、Cities Journalの「ニューヨークの優良高校15校」のリストで、スタイヴェサント高校（3位）、ブルックリン工科高校（8位）と並んで2位にランクインしている。
2012年のSATの平均得点は2,400点満点中2,010点だった。ほぼ全ての卒業生が4年制大学に進学し、その多くがアイビーリーグやその他の大学に進学している「フィーダー校」である。サイエンス・タレント・サーチの最終選考には、2001年までにブロンクス科学高校から132名の生徒が参加しており、これは全高校の中で最多の数である。8名の卒業生がノーベル賞を受賞しており、これはアメリカのどの中等教育機関よりも多い。他に、6名の卒業生がピューリッツァー賞を受賞している。8人のノーベル賞受賞者のうち、7人は物理学賞での受賞であり、ブロンクス科学高校は2010年にアメリカ物理学会から「物理学の史跡」に認定された。

## 著名な出身者
ブロンクス科学高校の卒業生の多くは、ノーベル賞、ピューリッツァー賞、アカデミー賞、エミー賞、チューリング賞、アメリカ国家科学賞の受賞や、政治家や学会の要職への就任など、それぞれの分野で優秀な成績を収めている。賞の受賞者等でブロンクス科学高校出身であることが判明している者には、以下のものがある。
- ノーベル賞受賞者 - 8人（物理学賞7人、化学賞1人）
- ピューリッツァー賞受賞者 - 6人（7回）
- 現役の下院議員 - 2人
- アメリカ国家科学賞受賞者 - 6人
- 米国科学アカデミー会員 - 29人
- 全米技術アカデミー会員 - 22人
- 全米医学アカデミー会員 - 10人
- カナダ王立協会会員 - 1人
- チューリング賞受賞者 - 2人
- プライムタイム・エミー賞受賞者 - 2人

### ノーベル賞受賞者
- ロイ・グラウバー（1941年卒） - 2005年ノーベル物理学賞
- レオン・N・クーパー（1947年卒） - 1972年ノーベル物理学賞
- メルヴィン・シュワーツ（1949年卒） - 1988年ノーベル物理学賞
- シェルドン・グラショー（1950年卒） - 1979年ノーベル物理学賞
- スティーヴン・ワインバーグ（1950年卒） - 1979年ノーベル物理学賞
- ロバート・レフコウィッツ（1959年卒） - 2012年ノーベル化学賞
- ラッセル・ハルス（1966年卒） - 1993年ノーベル物理学賞
- H. デビッド・ポリツァー（1966年卒） - 2004年ノーベル物理学賞

### ピューリッツァー賞受賞者
- ジョセフ・レライフェルド（英語版）（1954年卒） - 1986年一般ノンフィクション部門
- ウィリアム・サファイア（1947年卒） - 1978年論説部門
- ウィリアム・シャーマン（1963年卒） - 1978年ローカル調査特別報道部門
- バーナード・L・スタイン（英語版）（1959年卒） - 1998年社説部門
- ウィリアム・トーブマン（1958年卒） - 2004年伝記及び自伝部門
- ジーン・ワインガーテン（英語版）（1968年卒） - 2008年・2010年特集報道部門

### その他
- ゾーラン・マムダニ（2010年卒） - 政治家[35]